# Вільгельм Мессершмітт
Вільгельм Еміль «Віллі» Мессершмітт (нім. Wilhelm Emil «Willy» Messerschmitt; 26 червня 1898, Франкфурт-на-Майні — 15 вересня 1978, Мюнхен) — німецький авіаконструктор і виробник літаків-винищувачів.

## Біографія
Народився 26 червня 1898 у родині виноторговця Фердинанда Мессершмітта і його другої дружини Анни Марії, уродженої Шаллер. Його батьки мали великий винний магазин з винним баром.

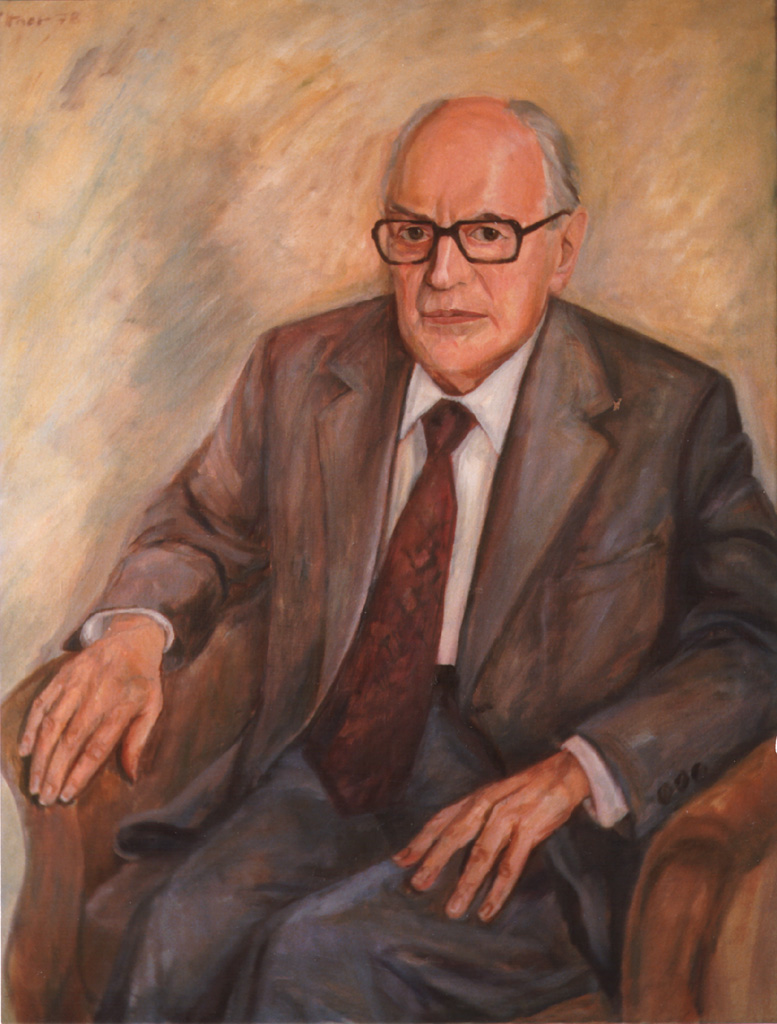
Вільгельм Мессершмітт, 1978 рік

Вже з 10 років будував моделі літаків і пізніше, будучи ще студентом, справжні планери. Однією з найзначніших розробок конструктора став літак Messerschmitt Bf 109, робота над яким була закінчена в 1934 році за участю Вальтера Ретеля. Цей винищувач став головним літаком Люфтваффе під час Другої світової війни.

## Досягнення
Мессершмітт стояв біля витоків реактивної авіації. Розроблений його фірмою турбореактивний винищувач і бомбардувальник Messerschmitt Me 262 в 1944 році став першим у світі серійним реактивним літаком та реактивним літаком, що брав участь в бойових діях. Крім того, його винищувач-перехоплювач з рідинним ракетним двигуном Me 163 Komet в 1941 році вперше у світі перетнув межу швидкості у 1000 км/год.

## Нагороди[5]
- Почесний хрест ветерана війни з мечами
- Німецька національна премія за мистецтво і науку (1938)
- Почесний знак «Піонер праці» (1 травня 1941)
- Хрест Воєнних заслуг 2-го класу
- Хрест Воєнних заслуг 1-го класу
- Лицарський хрест Хреста Воєнних заслуг (12 жовтня 1944)
- Великий офіцерський хрест ордена «За заслуги перед Федеративною Республікою Німеччина»
- Баварський орден «За заслуги» (13 січня 1964)
- Внесений у Міжнародний повітряно-космічний зал слави Повітряно-космічного музею Сан-Дієго (США) (посмертно; 1979)

### Почесні звання
- Почесний професор Мюнхенського технічного коледжу (1930)